# Кофрие, Максимилиано
Максимилиано́ Кофрие́ (нидерл. Maximiliano Caufriez; род. 16 февраля 1997, Беверен, Фламандский регион) — бельгийский футболист, защитник «Клермона», выступающий на правах аренды за «Ред Булл Зальцбург».

## Клубная карьера

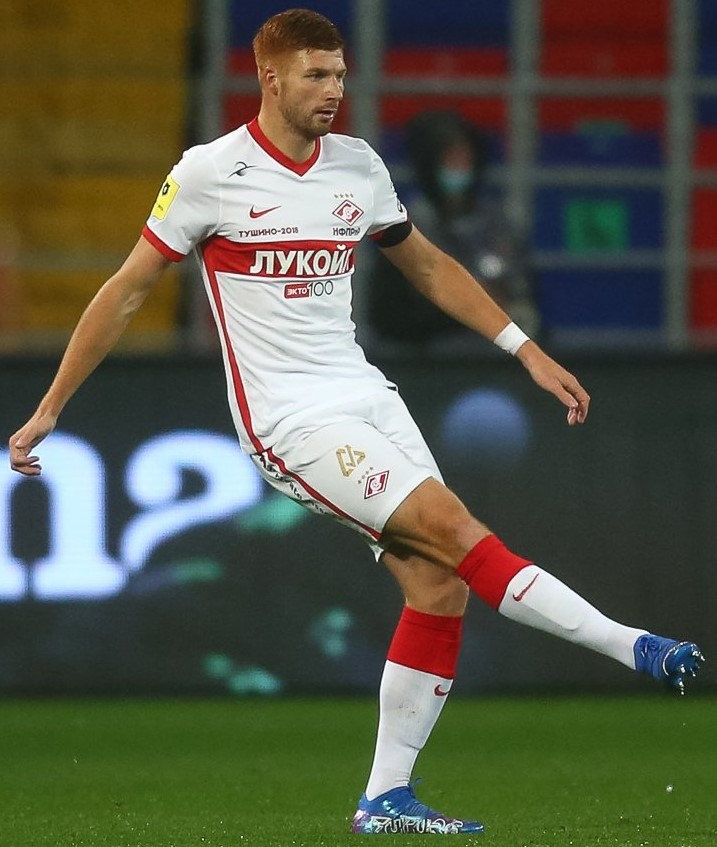
2021 год

Начал заниматься футболом в 2002 году в академии клуба «Патюраж». В 2004 году перешёл в академию «Монса», в котором пробыл четыре года и после перешёл в «Андерлехт». С 2012 по 2015 года был в академии льежского «Стандарда», а позже провёл один год в академии клуба «Васланд-Беверен».
В 2016 году он был включён в заявку основной команды «Васланд-Беверен». 9 апреля 2016 года в матче против «Мускрон-Перювельз» (0:0) он дебютировал в Жюпиле лиге, заменив на 71-й минуте Валттери Морена. 16 апреля 2016 года в поединке против «Кортрейка» (2:3) Максимилиано впервые вышел в стартовом составе и на 20-й минуте матча забил свой первый мяч за клуб. В сезоне 2019/20 стал капитаном команды. Всего за «Васланд-Беверен» во всех турнирах провёл 99 матчей и забил 2 мяча.
11 сентября 2020 года Кофрие подписал контракт с клубом «Сент-Трюйден». 3 октября 2020 года в матче против «Кортрейка» (0:0) он дебютировал за новую команду выйдя в стартовом составе. 19 декабря 2020 года в поединке против «Зюлте-Варегема» Максимилиано забил свой первый мяч за «Сент-Трюйден». Всего за «Сент-Трюйден» во всех турнирах провёл 25 матчей и забил 1 мяч.
В августе 2021 года Кофрие перешёл в московский «Спартак», подписав с клубом долгосрочный контракт. 11 сентября 2021 года дебютировал за московский клуб в матче 7-го тура чемпионата России против «Химок» (3:1) выйдя на замену на 76-й минуте вместо Георгия Джикии. Всего за «Спартак» провёл 46 матчей во всех турнирах.
29 августа 2022 года на правах аренды перешёл в «Клермон» до конца сезона 2022/23. 4 сентября в матче против «Тулузы» он дебютировал в Лиге 1. 20 января 2023 года был номинирован на звание одного из лучших защитников чемпионата Франции по итогам первого круга турнира. Первый мяч за «Клермон» забил 27 мая 2023 года в матче 37-го тура чемпионата Франции против «Лорьяна» (2:0). Всего в сезоне 2022/23 провёл за клуб 27 матчей во всех турнирах и забил один мяч. 27 июня 2023 года «Клермон» выкупил трансфер Кофрие у «Спартака». 5 июля 2023 года заключил контракт с клубом до июня 2026 года.
29 августа 2024 года был арендован «Валенсией» до конца сезона 2024/25 с правом выкупа трансфера. Свой единственный матч за клуб провёл 27 октября 2024 года во встрече 11-го тура чемпионата Испании против «Хетафе» (1:1), отыграв полный матч. 27 января 2025 года перешёл на правах аренды в «Ред Булл Зальцбург».

## Карьера в сборной
В 2015 году Кофрие провёл три международных матча за сборную Бельгии до 18 лет. С 2015 по 2016 года он приглашался в сборную Бельгии до 19 лет и провёл за неё 8 матчей. В 2018 году Максимилиано также сыграл один международный матч за сборную Бельгии до 21 года.

## Достижения
«Спартак» (Москва)
- Обладатель Кубка России: 2021/22
- Финалист Суперкубка России: 2022

## Статистика
| Выступление          | Выступление      | Выступление      | Лига | Лига | Кубки | Кубки | Еврокубки | Еврокубки | Прочие | Прочие | Итого | Итого |
| Клуб                 | Лига             | Сезон            | Игры | Голы | Игры  | Голы  | Игры      | Голы      | Игры   | Голы   | Игры  | Голы  |
| -------------------- | ---------------- | ---------------- | ---- | ---- | ----- | ----- | --------- | --------- | ------ | ------ | ----- | ----- |
| Васланд-Беверен      | Лига Жюпилер     | 2015/16          | 4    | 1    | 0     | 0     | —         | —         | 0      | 0      | 4     | 1     |
| Васланд-Беверен      | Лига Жюпилер     | 2016/17          | 0    | 0    | —     | —     | —         | —         | 5      | 0      | 5     | 0     |
| Васланд-Беверен      | Лига Жюпилер     | 2017/18          | 17   | 0    | 1     | 0     | —         | —         | 7      | 0      | 25    | 0     |
| Васланд-Беверен      | Лига Жюпилер     | 2018/19          | 23   | 1    | 0     | 0     | —         | —         | 8      | 0      | 31    | 1     |
| Васланд-Беверен      | Лига Жюпилер     | 2019/20          | 29   | 0    | 1     | 0     | —         | —         | —      | —      | 30    | 0     |
| Васланд-Беверен      | Лига Жюпилер     | 2020/21          | 4    | 0    | —     | —     | —         | —         | —      | —      | 4     | 0     |
| Васланд-Беверен      | Итого            | Итого            | 77   | 2    | 2     | 0     | —         | —         | 20     | 0      | 99    | 2     |
| Сент-Трюйден         | Лига Жюпилер     | 2020/21          | 19   | 1    | 1     | 0     | —         | —         | —      | —      | 20    | 1     |
| Сент-Трюйден         | Лига Жюпилер     | 2021/22          | 5    | 0    | —     | —     | —         | —         | —      | —      | 5     | 0     |
| Сент-Трюйден         | Итого            | Итого            | 24   | 1    | 1     | 0     | —         | —         | —      | —      | 25    | 1     |
| Спартак (Москва)     | Премьер-лига     | 2021/22          | 17   | 0    | 4     | 0     | 4         | 0         | —      | —      | 25    | 0     |
| Спартак (Москва)     | Премьер-лига     | 2022/23          | 1    | 0    | 0     | 0     | —         | —         | —      | —      | 1     | 0     |
| Спартак (Москва)     | Итого            | Итого            | 18   | 0    | 4     | 0     | 4         | 0         | —      | —      | 26    | 0     |
| Клермон              | Лига 1           | → 2022/23        | 26   | 1    | 1     | 0     | —         | —         | —      | —      | 27    | 1     |
| Клермон              | Лига 1           | 2023/24          | 20   | 0    | 1     | 0     | —         | —         | —      | —      | 21    | 0     |
| Клермон              | Итого            | Итого            | 46   | 1    | 2     | 0     | —         | —         | —      | —      | 48    | 1     |
| → Валенсия           | Ла Лига          | 2024/25          | 1    | 0    | —     | —     | 0         | 0         | —      | —      | 1     | 0     |
| → Валенсия           | Итого            | Итого            | 1    | 0    | —     | —     | 0         | 0         | —      | —      | 1     | 0     |
| → Ред Булл Зальцбург | Бундеслига       | 2024/25          | 0    | 0    | 0     | 0     | 0         | 0         | —      | —      | 0     | 0     |
| → Ред Булл Зальцбург | Итого            | Итого            | 0    | 0    | 0     | 0     | 0         | 0         | —      | —      | 0     | 0     |
| Всего за карьеру     | Всего за карьеру | Всего за карьеру | 166  | 4    | 9     | 0     | 4         | 0         | 20     | 0      | 199   | 4     |

1. ↑  Матчи плей-офф чемпионата Бельгии.